# Dagmar Molendová
Dagmar Molendová (* 14. března 1957 Ostrava) je česká lékařka a politička ODS, v letech 2006-2010 poslankyně Parlamentu ČR.

## Biografie
Od roku 1976 studovala Lékařskou fakultu Univerzity Palackého v Olomouci. Po jejím absolvování pracovala od roku 1982 ve Fakultní nemocnici Ostrava na tamní onkologické klinice.
V roce 1992 vstoupila do ODS. V komunálních volbách roku 1998 neúspěšně kandidovala do zastupitelstva města Ostrava za ODS. Profesně se uvádí jako lékařka. V komunálních volbách roku 1998 a komunálních volbách roku 2002 byla zvolna do zastupitelstva městského obvodu Ostrava-Jih za ODS. V roce 2002 je uváděna coby lékařka onkoložka.
V krajských volbách roku 2004 byla zvolena do Zastupitelstva Moravskoslezského kraje za ODS. Mandát krajského zastupitele zastávala do roku 2008.
Ve volbách v roce 2006 byla zvolena do poslanecké sněmovny za ODS (volební obvod Moravskoslezský kraj). Působila jako členka výboru pro sociální politiku a členka zdravotnického výboru. Ve sněmovně setrvala do voleb v roce 2010.
V senátních volbách roku 2012 kandidovala jako členka ODS za senátní obvod č. 71 - Ostrava-město. V 1. kole získala 10 % hlasů a nepostoupila do 2. kola.
V současnosti pracuje jako primářka oddělení klinické onkologie Městské nemocnice Ostrava.[zdroj?]